# 韦尔讷斯多夫
韦尔讷斯多夫（德語：Wernersdorf）是奥地利施蒂利亚州德意志兰茨贝格县的一个旧市镇。总面积9.97平方公里，总人口671人，人口密度67.3人/平方公里（2001年）。2015年，韦尔讷斯多夫并入市镇维斯。